# Antipataris
Els antipataris (Antipatharia) són un ordre de cnidaris antozous de la subclasse Hexacorallia. El seu aspecte recorda a un arbust. Els seus teixits vius són intensament brillants.
Potser l'espècie més coneguda és el coral negre, que pren el seu nom del color negre del seu esquelet; és la "gemma oficial" de Hawaii. El coral negre està llistada en l'Apèndix II de la Convenció Tractat Internacional d'Espècies en Risc d'Extinció (CITIS). Viu en aigües profundes (per sota dels 30 m), per la qual cosa ha sobreviscut a la sobrepesca, ja que és utilitzat en joieria.

## Taxonomia
L'ordre dels antipataris inclou les següents famílies:
- Família Antipathidae Ehrenberg, 1834
- Família Aphanipathidae Opresko, 2004
- Família Cladopathidae Kinoshita, 1910
- Família Leiopathidae Haeckel, 1896
- Família Myriopathidae Opresko, 2001
- Família Schizopathidae Brook, 1889
- Família Stylopathidae Opresko, 2006